# 보스턴 마라톤

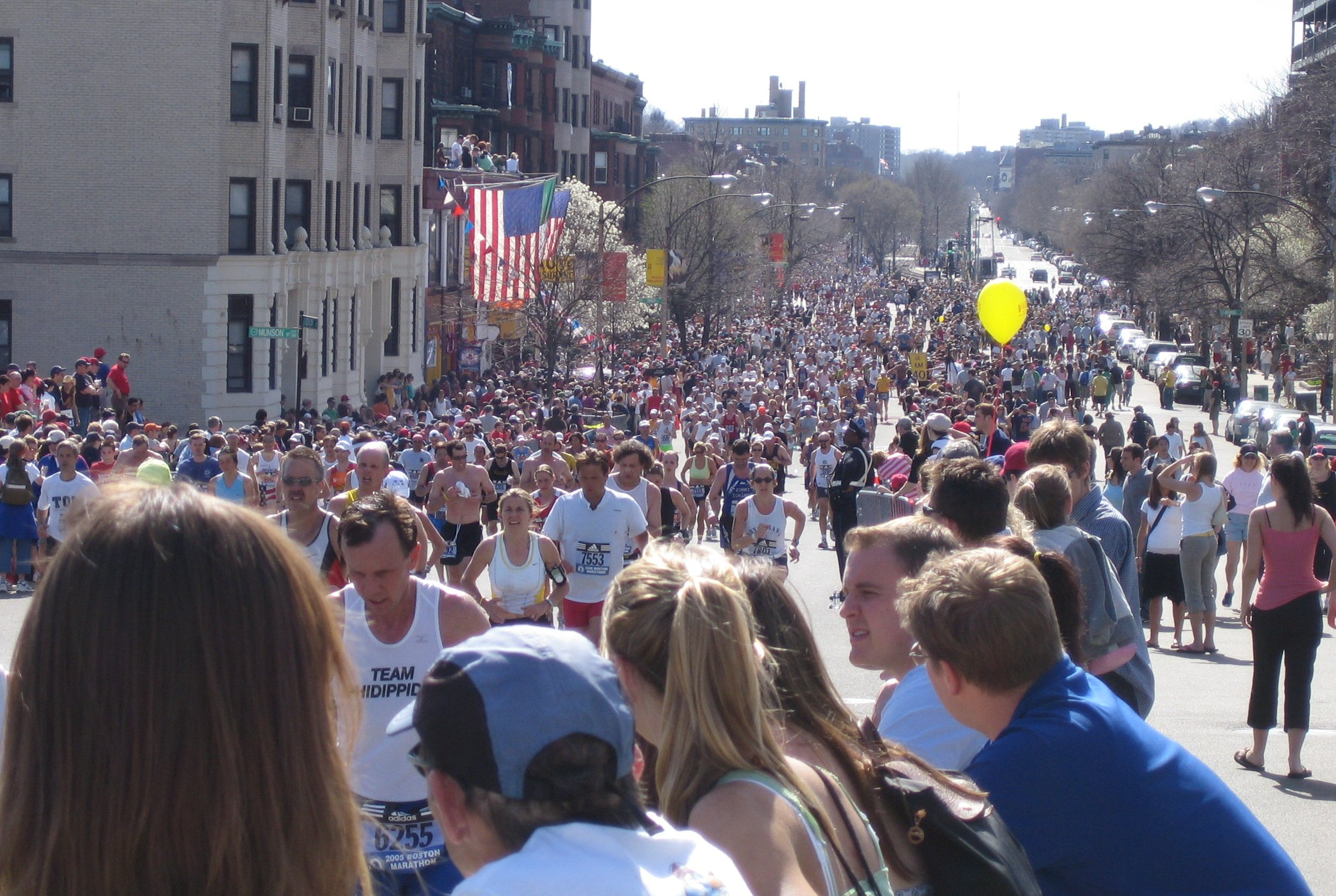

보스턴 마라톤(영어: Boston Marathon)은 미국 매사추세츠주의 보스턴에서 매년 4월 셋째 주 월요일 애국자의 날에 열리는 오랜 전통과 권위를 자랑하는 세계적으로 유명한 국제 마라톤 대회이다. 1896년에 처음 시작된 그리스 아테네 근대 올림픽을 기념하고자 이듬해인 1897년 보스턴선수협회 주최로 첫 대회가 열렸다.

## 역사
런던 마라톤, 로테르담 마라톤, 뉴욕 마라톤과 함께 세계 4대 마라톤 대회로 불리며 지금까지 1, 2차 세계대전과 신종코로나바이러스 대유행으로 인해 세 차례(1918년 22회, 1949년 53회 대회, 2020년 124회)를 빼고는 매년 열렸다. 매년 2만명 이상이 참가하며 관람객 수만 50만명에 이른다. 1996년의 100회 대회에는 3만8700명이 참가해 세계 최대 국제 마라톤의 기록을 세우기도 했다. 대회가 너무 비대해지자 1997년 101회 대회부터 국제 마라톤 대회로는 유일하게 참가자의 자격(대회 직전 2년 사이 공인 대회에서 완주한 18세 이상의 성인으로 3시간대의 성별, 나이에 따른 제한 시간내 완주 기록 보유자로 한정)과 참가자 수를 15,000명으로 제한하고 있다. 1972년 76회 대회부터는 여자 선수도 참가시키고 있다. 코스는 처음에는 보스턴과 미국독립전쟁 첫 교전지여서 미국 자유의 탄생지라고도 하는 렉싱턴을 왕복하는 25마일이었으나 이후 국제육상경기연맹이 마라톤 코스를 42.195km로 정하자 1925년 29회 대회부터는 보스턴 교외 홉킨턴으로부터 보스턴 시내의 보스턴 육상경기 클럽 앞까지의 편도 코스로 변경됐다. 2020년 코로나바이러스감염증-19 확산 여파로 취소되었으며, 개최 이후 역사상 처음이다.

### 한국의 참여
한국의 측면에서는 특히 인연이 깊은 마라톤이다. 한국인으로서 처음으로 참가한 서윤복이 1947년 51회 대회에 2시간 25분 39초의 세계 신기록으로 1위를 했고 1950년 54회 때는 함기용, 송길윤, 최윤칠이 1~3위로 골인해 세간의 화제가 되었다. 이봉주는 2001년 105회 대회에서 2시간 9분 43초로 우승, 케냐의 대회 11연패를 저지했다. 따라서, 보스턴 마라톤에서 얻은 한국인의 금메달만 무려 3개가 된다.

## 사건 사고
2013년 117회 대회에서는 결승지점 부근에서 경기시작 4시간이 지난 즈음 두 번 연달아 폭탄 테러가 일어나 3명이 사망하고 180여명이 부상을 입는 사건이 발생했다.